# Банане, крекери и лудило
Банане, крекери и лудило (енг. Bananas, Crackers and Nuts) је седма епизода прве сезоне америчке војномедицинске драмедије M*A*S*H (срп. Меш). Банане, крекери и лудило се први пут емитовала петог октобра 1972. године на телевизијском каналу Си-Би-Ес. Епизоду је написао Бурт Стајлер, а режирао Брајс Билсон.
Банане, крекери и лудило је премијерно приказана 5. новембра 1972. године, а затим репризирана 22. априла 1973. године.
Смештена током Корејског рата, радња епизоде Банане, крекери и лудило прати капетана Бенџамина Френклина "Хокаја" Пирса (Алан Алда) и капетана "Трапера" Џона Франциса Ксавијера Мекинтајера (Вејн Роџерс), водеће хирурге у четири хиљаде седамдесет и седмој мобилној војној болници (енг. Mobile Army Surgical Hospital) који покушавају да зараде одмор у Токију глумећи лудило.
Фред В. Бергер уредник ове епизоде, за њу је освојио награду Америчког удружења филмских уредника.

## Радња
После дуге и мукотрпне операције, капетани Хокај Пирс и Трапер Џон одлучују да захтевају одмор (енг. R&R) у Токију на пар дана од свог надређеног потпуковника Хенрија Блејка. Нажалост, Хенри одлази на пар дана, и његова замена постаје мајор Френк Бурнс. Хокај и Трапер знају да их Френк никад неће пустити на одмор, па Хокај одлучује да лажира лудило да би добио пар дана одмора.
Следећег дана, Хокај почиње да се понаша чудно. Одбија састанак са атрактивном медицинском сестром, долази у мензу обучен у хируршку одећу и једе "људску јетру" и реагује агресивно на провокацију. Трапер обавештава Френка да је Хокај почео да губи разум од умора и да би Френк морао да одобри пут за Токио за Трапера и Хокаја.
Мајор Маргарет "Вруће Усне" Хулихан не верује у Хокајеву психозу и одлучује да позове свог пријатеља, психотерапеута капетана Филипа Шермана, да провери озбиљност Хокајевог лудила. Хокај одлучује да превари Шермана и убеђује га да је заљубљен у мајора Френка Бурнса. Шерман одлучује да Хокај није за одмор у Токију, већ да треба да буде послат у психијатријску болницу.
Хокај признаје Шерману да је само лажирао лудило да би добио одмор, али Шерман и даље сматра да је Хокај за лудницу. Те вечери Хокај, Трапер и Радар смишљају план да обесчасте Шермана и добију одмор. Хокај успева да убеди Шермана да мајор Хулихан гаји симпатије према Шерману и да би он могао да узврати њена осећања. За то време Трапер мења знак на Маргаретином шатору да би убедио Шермана да је то његов шатор. Када се касније Маргарет враћа у њен шатор, дочекује је Шерман који је убеђен да је она дошла у његов шатор касно увече, и он покушава да је напаствује. У шатор у том тренутку улазе Хокај, Трапер, Радар и потпуковник Хенри Блејк. Шерман покушава да објасни да се десио неспоразум али му нико не верује. Он бежи из кампа, обесчашћен.
Следећег јутра, Хокај и Трапер се пакују за свој пут у Токио, али пре него што стигну да напусте камп, хеликоптери доводе нови низ повређених војника, и Хокај и Трапер одустају у одмора и враћају се у болницу.

## Улоге

#### Главне улоге
- Алан Алда - капетан Бенџамин Френклин "Хокај" Пирс

- Вејн Роџерс - капетан "Трапер" Џон Мекинтајер
- Меклејн Стивенсон - потпуковник Хенри Блејк
- Лорета Свит - мајор Маргарет "Вруће Усне" Хулихан
- Лари Линвил - мајор Френк Бурнс
- Гари Бургоф - млађи водник Валтер "Радар" О'Рајли

#### Споредне улоге
- Стјуарт Марголин - капетан Филип Џ. Шерман
- Одеса Кливленд - поручник Џинџер Бејлис, регистрована медицинска сестра
- Марција Штрасман - поручник Марџи Катлер, регистрована медицинска сестра[7]

## Критике
У својој књизи Гледање Меша, гледање Америке (енг. Watching M*A*S*H, Watching America) писац Џејмс Вајтболс нагласио је ову епизоду као пример негативног приказа жена и хомосексуалаца у раним сезонама серије Меш. Поред сцене покушаја напаствовања која је приказана у комичном контексту, сцена у којој Хокај говори Шерману да је хомосексуалац је исто исмејана.